# Museo Archeologico del Casentino Piero Albertoni
Das Museo Archeologico del Casentino „Piero Albertoni“ (Deutsch: Archäologisches Museum des Casentino „Piero Albertoni“) ist ein Museum in Bibbiena in Italien. Das Museum zeigt archäologische Objekte von der Vorgeschichte bis zum Mittelalter, die in der Region Casentino gefunden wurden. Es ist offizieller Sitz der Informationsstelle über die Via Romea Germanica.

## Museumssitz
Das Museum hat seinen Sitz im Palazzo Niccolini, in dem sich das Rathaus befindet. Das Gebäude wurde in der ersten Hälfte des 17. Jahrhunderts erbaut, wahrscheinlich 1645. Seine Anfänge gehen auf eine Dauerausstellung der bei den seit 1975 stattfindenden archäologischen Ausgrabungen in der Region Casentino aufgefundenen Exponate zurück, die seit 1996 in Partina bestand. Im Jahr 2010 erfolgte der Umzug an den heutigen Standort. Die Wiedereröffnung des Museums im Palazzo Niccolini fand am 20. Juli 2013 statt.

### Name
Der Namenszusatz des Museums Piero Albertoni erinnert an einen der Gründer des Gruppo Archeologico Casentinese, das für die archäologischen Grabungen in der Region Casentino verantwortlich ist.

### Barrierefreiheit
Das Museum ist vollständig barrierefrei zugänglich gestaltet und verfügt über Besucherpfade, die blinden und sehbehinderten Personen den selbständigen Besuch ermöglichen.

## Sammlungen

### Ausstellungskonzept
Das Museum ist in sechs Räume mit chronologischer Abfolge sowie einen sechsten Raum für Wechselausstellungen aufgeteilt. Die Ausstellungsgegenstände werden in thematischen Zusammenhängen zusammengefasst präsentiert.

### Präsentation
- Raum 1 ist der Vorgeschichte gewidmet. Die Vitrinen präsentieren fossile Überreste der Villafranch-Fauna (vor ca. 700.000 Jahren), bestehend aus einem Teil eines Skeletts von Elephas meridionalis und dem eines frühen Nilpferds (Hippopotamus antiquus), sowie eine Reihe von Abgüssen menschlicher Schädel in verschiedenen Stadien der physischen Evolution, die in der Gegend gefunden wurden. In den weiteren Vitrinen befinden sich Steinobjekte vom Altpaläolithikum bis zum Mittelpaläolithikum, vom Jungpaläolithikum bis zur Bronzezeit.

- In Raum 2 gibt es Zeugnisse der ersten Etrusker aus Pratello, Serelli und Masseto in der Region  Casentino.

- Raum 3 ist der etruskischen Religion und insbesondere dem Heiligtum von Socana gewidmet, mit der Rekonstruktion der Fassade und der koroplastischen Dekorationen.

- Raum 4 zeigt die Funde der großen etruskischen Votivstätte Lago degli Idoli auf dem Monte Falterona, die zwischen 1972 und 2003–2007 geborgen wurden.

- In Raum 5 sind Zeugnisse aus der Römerzeit zu sehen. Es gibt auch Funde aus der spätrömischen Zeit, die von Barbareneinfällen zeugen.

- Raum 6 ist temporären Ausstellungen gewidmet.